# Foussana
Foussana (arabisch فوسانة) ist eine Stadt mit etwa 30.000 und eine Delegation mit etwa 41.240 Einwohnern im Westen Tunesiens im Gouvernement Kasserine.

## Lage
Foussana liegt in einer Höhe von etwa 700 bis 750 Metern ü. d. M. in den östlichen Ausläufern des Tellatlas, die in weiten Teilen einen (halb)wüstenartigen Charakter haben. Bis nach Tunis sind es etwa 325 km (Fahrtstrecke) in nordöstlicher Richtung; bis nach Kasserine sind es etwa 30 km.

## Wirtschaft
Obwohl sich Foussana selbst zu einem regionalen Handels-, Handwerks- und Dienstleistungszentrum entwickelt hat, spielt die Landwirtschaft nach wie vor eine wichtige Rolle im Umland der Stadt.